# Tygodnik Starachowicki
Tygodnik Starachowicki – lokalny tygodnik, z siedzibą w Starachowicach, Kolportowany w  powiat starachowicki, część powiatu kieleckiego. Ukazuje się od 1994 roku. Wydawany przez wydawnictwo Starpress Sp. z o.o..
Tygodnik Starachowicki jest członkiem Stowarzyszenia Gazet Lokalnych. Wydawnictwo jest właścicielem portalu informacyjnego starachowicki.eu. 

## Redaktorzy naczelni
- Aleksander Łącki (1994)
- Jarosław Babicki (1994 - do dziś)